# 水分パーキングエリア
水分パーキングエリア（みずわけパーキングエリア）は、大分県玖珠郡九重町大字野上の大分自動車道上（鳥栖JCTから79.8km地点）にあるパーキングエリア。山中にある。

## 道路
- E34 大分自動車道

## 歴史
- 1996年3月28日 : 玖珠IC - 湯布院IC開通と共に供用開始
- 2006年7月25日 : 下り線に災害対応型自動販売機を設置。
- 2006年8月31日 : 上り線に災害対応型自動販売機を設置。

## 施設

### 上り線（鳥栖方面）
- 駐車場
  - 大型10台
  - 小型18台
  - 二輪4台
  - トレーラー2台
- トイレ
  - 男性 大2（和式0・洋式2）・小5
  - 女性 7（和式1・洋式6）
  - 車椅子用　1
- 自動販売機（災害対応型自動販売機）

### 下り線（大分方面）
- 駐車場
  - 大型10台
  - 小型18台
  - 二輪 4台
  - トレーラー 2台
- トイレ
  - 男性 大2（和式0・洋式2）・小5
  - 女性 7（和式1・洋式6）
  - 車椅子用　1
- 自動販売機（災害対応型自動販売機）

## 隣
E34 大分自動車道
(8) 九重IC - 水分PA - (9) 湯布院IC